# Joachim Begrich
Joachim Friedrich Karl Begrich (genannt Jochen) (* 13. Juni 1900 in Predel, Landkreis Zeitz; † 26. April 1945 in Dussoi, Limana, Provinz Belluno) war ein deutscher evangelischer Theologe.

## Biografie
Begrich war der älteste von vier Söhnen des Pfarrers Johannes Begrich (1866–1930) und dessen Cousine Anna Begrich, geb. Begrich – beides Kinder protestantischer Pfarrer. Kindheit und Jugendzeit verbrachte er im Pfarrhaus Ostrau, in dem hundert Jahre zuvor Johann Friedrich Röhr wirkte. Er wuchs in räumlicher und familiärer Nähe zu seinen Cousins Martin Begrich in Heuckewalde sowie den Söhnen seines Onkels Karl Begrich – Jobst, Heinrich und Siegfried Begrich – aus Profen auf, die ebenfalls Pastoren wurden. Seine in Ostpreußen aufgewachsene Cousine Irmgard Begrich heiratete den späteren Generalleutnant der Wehrmacht Paul Gurran. Der vierte Cousin aus Profen, Paul Gerhard Begrich, fiel Anfang Dezember 1942 als Hauptmann und Bataillonsführer in der 295. Infanterie-Division in der Schlacht um Stalingrad.
Zunächst wurde Begrich von seinen Eltern vorgebildet, dann am Stiftsgymnasium Zeitz, an dem er im Juni 1918 sein Reifezeugnis erhielt. Anschließend leistete er noch für kurze Zeit Militärdienst. Schon ab 1919 konnte er an der Universität Leipzig Philologie, Orientalistik, Assyriologie und Theologie studieren. Im Folgejahr wechselte er an die Universität Halle, an der er nur noch Theologie studierte. Sein Lehrer war Hermann Gunkel.
Das Studium schloss Begrich im Februar 1923 ab, als er sein erstes theologisches Examen bestand. In diesem und dem folgenden Jahr hielt er sich am Predigerseminar Stettin auf und arbeitete dann 1924/25 als Hauslehrer auf dem Rittergut Wölsickendorf in der Nähe von Freienwalde.
1926 promovierte ihn die Universität Halle zum Doktor der Theologie. Seine Dissertation hieß Der Psalm des Hiskia. Ein Beitrag zum Verständnis von Jesaja 38, 10-20. Dabei wurde er gleichzeitig für das Alte Testament habilitiert, weil es kaum Lehrer auf diesem Gebiet gab. Bis 1928 war er schließlich Privatdozent für dieses Fach. Dabei war er schon seit 1925 Assistent an der Fakultät geworden und wurde 1927 zum Oberassistenten befördert.
1928 wurde Begrich erneut habilitiert, an der Universität Marburg. Die nächsten zwei Jahre war er dort alttestamentlicher Privatdozent. Dann, 1930, wurde er als planmäßiger außerordentlicher Theologieprofessor an die Universität Leipzig berufen. Zwei Jahre darauf wurde er in den Kirchenvorstand der Leipziger St.-Petri-Kirche gewählt. Dabei führte er im sogenannten Kirchenkampf, der 1933 begann, die Bekennende Gruppe. Später wurde er in den Gemeinde-, dann in den Kreis- und schließlich in den Landesbruderrat der sächsischen Bekennenden Gruppe gewählt.
1934 verlieh die theologische Fakultät Halle Begrich die Ehrendoktorwürde. Seit Herbst 1941 war er als Sanitäter im Heeresdienst in Eilenburg und Waldenburg aktiv. Dabei wurde er 1944 nach Italien verlegt. Dort fiel er kurz vor Ende des Zweiten Weltkriegs.

### Wirken
Begrich war ein Schüler und Vertrauter Hermann Gunkels. Dieser vertraute Begrich an, seine Schrift Einleitung in die Psalmen zu vollenden. Zwar hatte Gunkel einige Vorarbeit geleistet, der Großteil des Werkes aber wurde von Begrich selbständig erarbeitet. In seinen weiteren Schriften analysierte er Gattungsformen, befasste sich mit Textherstellung und Textkritik und brachte so neue Erkenntnisse, indem er zentrale Worte und Begriffe aus dem Alten Testament erklärte. Seine Schrift Die Chronologie der Könige von Israel und Juda, die als sein Hauptwerk gilt, bewies, dass Begrich ein selbständiger, methodisch exakter und scharfsinniger Theologe war.

## Werke
- Der Psalm des Hiskia. Ein Beitrag zum Verständnis von Jesaja 38, 10-20. Dissertation, Halle 1926.
- Die Chronologie der Könige von Israel und Juda und die Quellen des Rahmens der Königsbücher (= Beiträge zur Historischen Theologie 3). Tübingen 1929.
- Antisemitisches im Alten Testament (= Student und Leben 5). Jena 1931.
- Einleitung in die Psalmen. Die Gattungen der religiösen Lyrik Israels von Hermann Gunkel, zu Ende geführt von Joachim Begrich. 1933.
- Studien zu Deuterojesaja (= BWANT 77). Stuttgart 1938 [Nachdruck herausgegeben mit einem Vorwort von Walther Zimmerli unter dem Titel: Gesammelte Studien zum Alten Testament, Theologische Bücherei 20. Chr. Kaiser, München 1963, 2. Auflage 1969].
- Gesammelte Studien zum Alten Testament, herausgegeben von Walter Zimmerli (= Theologische Bücherei 21). Chr. Kaiser, München 1964.